# Liste der Monuments historiques in Bouconvillers
Die Liste der Monuments historiques in Bouconvillers führt die Monuments historiques in der französischen Gemeinde Bouconvillers auf.

## Liste der Bauwerke
| Bezeichnung       | Beschreibung                  | Standort | Kennzeichnung | Schutzstatus | Datum | Bild           |
| ----------------- | ----------------------------- | -------- | ------------- | ------------ | ----- | -------------- |
| Kirche St-Étienne | Erbaut ab dem 12. Jahrhundert | (Lage)   | PA00114541    | Inscrit      | 1927  | weitere Bilder |

## Liste der Objekte
| Bezeichnung               | Beschreibung                                            | Standort                        | Kennzeichnung | Schutzstatus | Datum | Bild           |
| ------------------------- | ------------------------------------------------------- | ------------------------------- | ------------- | ------------ | ----- | -------------- |
| Glocke                    | Bronze, 1555 gegossen                                   | in der Kirche St-Étienne (Lage) | PM60000367    | Classé       | 1912  |                |
| Weihwasserbecken          | Stein, 15. Jahrhundert                                  | in der Kirche St-Étienne (Lage) | PM60000366    | Classé       | 1912  |                |
| Gedenktafel               | Stein, drittes Viertel des 16. Jahrhunderts             | in der Kirche St-Étienne (Lage) | PM60000368    | Classé       | 1912  |                |
| Taufbecken                | Stein, 15. Jahrhundert                                  | in der Kirche St-Étienne (Lage) | PM60000365    | Classé       | 1912  | weitere Bilder |
| Ölgemälde Heilige Familie | Zweites Viertel des 17. Jahrhunderts, von Claude Vignon | in der Kirche St-Étienne (Lage) | PM60000369    | Classé       | 1912  |                |